# Ноблсвілл (Індіана)
Ноблсвілл (англ. Noblesville) — місто (англ. city) в США, в окрузі Гамільтон штату Індіана. Населення — 69 604 особи (2020).

## Географія
Ноблсвілл розташований за координатами 40°2′13″ пн. ш. 86°0′26″ зх. д. / 40.03694° пн. ш. 86.00722° зх. д. (40.036979, -86.007192).  За даними Бюро перепису населення США в 2010 році місто мало площу 84,92 км², з яких 81,26 км² — суходіл та 3,67 км² — водойми.

## Демографія
Згідно з переписом 2010 року, у місті мешкало 51 969 осіб у 19 080 домогосподарствах у складі 13 989 родин. Густота населення становила 612 особи/км².  Було 21121 помешкання (249/км²).
Расовий склад населення:
| - 91,1 % — білих - 3,6 % — чорних або афроамериканців - 1,7 % — азіатів - 0,2 % — корінних американців - 0,1 % — вихідців з тихоокеанських островів - 1,6 % — осіб інших рас |

До двох чи більше рас належало 1,8 %. Частка іспаномовних становила 4,3 % від усіх жителів.
За віковим діапазоном населення розподілялося таким чином: 30,2 % — особи молодші 18 років, 61,1 % — особи у віці 18—64 років, 8,7 % — особи у віці 65 років та старші. Медіана віку мешканця становила 33,0 року. На 100 осіб жіночої статі у місті припадало 93,8 чоловіків;  на 100 жінок у віці від 18 років та старших — 90,0 чоловіків також старших 18 років.
Середній дохід на одне домашнє господарство  становив 85 397 доларів США (медіана — 69 841), а середній дохід на одну сім'ю — 98 185 доларів (медіана — 84 712). Медіана доходів становила 54 664 долари для чоловіків та 41 135 доларів для жінок. За межею бідності перебувало 6,9 % осіб, у тому числі 10,2 % дітей у віці до 18 років та 3,5 % осіб у віці 65 років та старших.
Цивільне працевлаштоване населення становило 30 545 осіб. Основні галузі зайнятості: освіта, охорона здоров'я та соціальна допомога — 22,9 %, виробництво — 12,4 %, роздрібна торгівля — 12,0 %.